# Leo Suenens
Leo Jozef Suenens (Elsene, 16 juli 1904 - Brussel, 6 mei 1996) was een Belgisch aartsbisschop, kardinaal en metropoliet.
Suenens studeerde in Brussel, Mechelen en Rome en werd tot priester gewijd in 1927. Hij was professor aan het kleinseminarie in Mechelen, werd in 1940 vicerector van de Katholieke Universiteit Leuven, in 1945 hulpbisschop en vicaris-generaal van het aartsbisdom Mechelen. Hij koos als wapenspreuk: In Spiritu Sancto (In de Heilige Geest). In 1961 volgde hij Jozef Ernest van Roey als aartsbisschop op in Mechelen, dat voortaan het aartsbisdom Mechelen-Brussel heette. Het jaar daarop, in 1962, werd hij tot metropoliet van België benoemd door paus Johannes XXIII en werd hij kardinaal. In 1964 richtte hij het Johannes XXIII-seminarie op. Eind 1979 ging hij met emeritaat.
Suenens speelde een belangrijke rol op het Tweede Vaticaans Concilie. Hij was daar een van de vier moderatoren en een voorstander van de Nouvelle Théologie en aggiornamento. Ook mocht hij na de verkiezing van paus Paulus VI mee op het balkon. In 1966-1968 werd hij geconfronteerd met de kwestie "Leuven" over de splitsing van de in die plaats gelegen universiteit in een Nederlandstalige en in een Franstalige instelling. Vooral na zijn pensionering was hij de bezieler van de charismatische beweging in België waartoe ook het Belgische vorstenhuis behoort.
In 1976 ontving Suenens de Templetonprijs, de royaal gedoteerde 'Nobelprijs voor religie'.
Zijn titelkerk was de San Pietro in Vincoli.
- Biblioteca Nacional de España: XX940260
- Bibliothèque nationale de France: cb11925728s (data)
- CiNii: DA04837202
- Gemeinsame Normdatei: 118619896
- International Standard Name Identifier: 0000 0000 8150 741X
- Library of Congress Control Number: n79110140
- Nationale Bibliotheek van Tsjechië: jn19990008348
- Nationale Bibliotheek van Israël: 987007445410105171
- Nederlandse Thesaurus van Auteursnamen: 068743009
- Istituto Centrale per il Catalogo Unico: CFIV068597
- LIBRIS: 199669
- SNAC: w6vr95w9
- Système universitaire de documentation: 027151379
- Trove: 1089330
- Virtual International Authority File: 71398110
- WorldCat: E39PBJycV3XMytctcxTmDwpkjC